# Томатокефтедес
Томатокефтедес (греч. Τοματοκεφτέδες, также доматокефтедес, «томатные фрикадельки») — греческие фриттеры с томатами в качестве основного ингредиента. Это традиционная закуска на греческом острове Санторини и в целом на Кикладах. 
Тесто замешивается из мелко нарезанных томатов и муки, со специями, петрушкой, луком и мятой. Также в тесто могут добавляться цукини и сыр фета. Готовое тесто формируется в небольшие оладьи, которые обжариваются в оливковом масле и подаются в качестве закуски (аппетайзера). Томатокефтедес подают с соусом цацики или лимоном.
Для томатокефтедес предпочтение отдается местным томатам-черри сорта 'τοματάκι Σαντορίνης', поскольку пересеченная местность острова и пемзовая почва способствуют росту более крепких плодов.